# قائمة أعلام السعودية
علم المملكة العربية السعودية، يُعد العلم أو البيرق في المملكة العربية السعودية رمزاً للحاكم وللدولة، وللرمز دلالة واحدة ومعنى محدد يستوعبه الجميع ويتفق على معرفة دلالته الوطنية والدينية، اُعتمٍد بشكلة الحالي عام 1973، وعُرف العلم السعودي بأنه مستطيل الشكل، عرضه يساوي ثلثي طوله، ولونه أخضر، ممتداً من السارية إلى نهاية العلم تتوسطه الشهادتان (لا إله إلا الله محمد رسول الله) مكتوبة بخط الثُلُث العربي وسيف مسلول تحتهما موازٍ لهما، تتجه قبضته إلى القسم الأدنى من العلم، وترسم الشهادتين والسيف باللون الأبيض ، ويدل السيف على الصرامة في تطبيق العدل، بينما تدل الشهادة على الحكم بالشريعة الإسلامية للدولة. وجاء ذلك متوارثاً من الراية التي كان يحملها حكام آل سعود حين نشرهم للدعوة وتوسيع مناطق نفوذهم إبان الدولة السعودية الأولى، حيث كانت الراية آنذاك خضراء مشغولة من الخز (النسيج) والإبريسم (أجود أنواع الحرير) مكتوب عليها لا إله إلا الله، والعلم السعودي اليوم هو نفس الراية والبيرق الذي كان يحمله جند الدولتين السعودية الأولى والثانية منذ نشأتها.

## الأعلام الرسميّة
الأعلام والرايات للدول اللتي أقامتها الدولة السعودية الثالثة من العام 1902م.

### العلم الحالي
| علم | الدولة                   | تاريخ           | الوصف              |
| --- | ------------------------ | --------------- | ------------------ |
|     | المملكة العربية السعودية | 1973 - حتى الآن |                    |
|     | المملكة العربية السعودية | 1973 - حتى الآن | العلم المعلق عمودي |

### الأعلام السابقة
| علم | الدولة                      | تاريخ       | الوصف |
| --- | --------------------------- | ----------- | ----- |
|     | المملكة العربية السعودية    | 1938 - 1973 |       |
|     | المملكة العربية السعودية    | 1934 - 1938 |       |
|     | المملكة العربية السعودية    | 1932 - 1934 |       |
|     | مملكة الحجاز ونجد وملحقاتها | 1926 - 1932 |       |
|     | سلطنة نجد                   | 1921 - 1926 |       |
|     | إمارة نجد والأحساء          | 1913 - 1921 |       |
|     | إمارة الرياض                | 1902 - 1913 |       |

## الأعلام الملكية
عام 1937م 1356هـ قرار مجلس الشورى رقم 50 بشأن العلم الوطني وتخصيص علم للملك وولي عهده وعلم للجيش العربي السعودي وسلاح الطيران والقوات البحرية والعلم البحري التجاري. 
في العام 1973م اعتمد من قبل صاحب الجلالة الملك فيصل العلمين الحالين لملك الملكة العربية السعودية وولي عهدة ويكون علمين خاصين بهما.

### علم الملك
يُطابق العلم الوطني في أوصافِه ويُطرَّز في الزاوية الدُنيا مِنه المجاورة لعمود العلم بخيوط حريرية مُذهبة شعار الدولة وهو السيفان المُتقاطِعان تعلوهما نخلة.
| العلم | المعيار | الحاكم | تاريخ           | الاستخدام والوصف |
| ----- | ------- | --- | --------------- | ---------------- |
|       |         | - الملك سلمان بن عبد العزيز آل سعود - الملك عبد الله بن عبد العزيز آل سعود - الملك فهد بن عبد العزيز آل سعود - الملك خالد بن عبد العزيز آل سعود - الملك فيصل بن عبد العزيز آل سعود | 1973 - حتى الآن |                  |
|       |         | - الملك فيصل بن عبد العزيز آل سعود | 1964 - 1973     |                  |
|       |         | - الملك سعود بن عبد العزيز آل سعود | 1953 - 1964     |                  |
|       |         | - الملك عبد العزيز آل سعود | 1938 - 1953     |                  |

### علم ولي العهد
```
يُطابق العلم الوطني في أوصافِه ويُطرَّز في الزاوية الدُنيا مِنه المجاورة لعمود العلم بخيوط من الفضّة شعار الدولة وهو السيفان المُتقاطِعان تعلوهما نخلة.
```

| العلم | المعيار | الحاكم            | تاريخ           | الاستخدام والوصف |
| ----- | ------- | ----------------- | --------------- | ---------------- |
|       |         | ولي العهد السعودي | 1973 - حتى الآن |                  |

### علم سلالة آل سعود
آل سعود هو اسم العائلة الحاكمة في المملكة العربية السعودية. أقامت الأُسرة ثلاث دول أولها الدولة السعودية الأولى وثانياً الدولة السعودية الثانية وحالياً المملكة العربية السعودية. وتنتسب إلى الإمام سعود الأول
| علم | الأسرة       | تاريخ           | الاستخدام والوصف |
| --- | ------------ | --------------- | ---------------- |
|     | أسرة آل سعود | 1744 - حتى الآن |                  |

## العلم المدني
| علم | استعمال      | تاريخ           | الاستخدام والوصف |
| --- | ------------ | --------------- | ---------------- |
|     | العلم المدني | 1973 - حتى الآن |                  |

## الأعلام العسكرية
| علم | استعمال                                     | تاريخ      | الاستخدام والوصف                                     |
| --- | ------------------------------------------- | ---------- | ---------------------------------------------------- |
|     | القوات العسكرية السعودية                    | - حتى الآن |                                                      |
|     | القوات المسلحة السعودية                     | - حتى الآن |                                                      |
|     | القوات البرية الملكية السعودية              | - حتى الآن |                                                      |
|     | القوات الجوية الملكية السعودية              | - حتى الآن | العلم                                                |
|     | القوات الجوية الملكية السعودية              | - حتى الآن | مدور الطيران                                         |
|     | القوات الجوية الملكية السعودية              | - حتى الآن | بدون علم الدولة (الستوى الثالث)                      |
|     | القوات البحرية الملكية السعودية             | - حتى الآن | العلم                                                |
|     | القوات البحرية الملكية السعودية             | - حتى الآن | الراية البحرية                                       |
|     | القوات البحرية الملكية السعودية             | - حتى الآن | بدون علم الدولة (الستوى الثالث)                      |
|     | القوات البحرية الملكية السعودية             | - حتى الآن | راية التكليف للبحرية الملكية السعودية                |
|     | الدفاع الجوي الملكي السعودي                 | - حتى الآن |                                                      |
|     | قوة الصواريخ الاستراتيجية الملكية السعودية  | - حتى الآن |                                                      |
|     | الحرس الوطني السعودي                        | - حتى الآن |                                                      |
|     | الحرس الملكي السعودي                        | - حتى الآن |                                                      |
|     | حرس الحدود السعودي                          | - حتى الآن |                                                      |
|     | وحدة الأمن الخاص التابعة للإستخبارات العامة | - حتى الآن |                                                      |
|     | وزارة الداخلية السعودية                     | - حتى الآن | علم وزارة الداخلية يحمل علم الدولة للمسيرات العسكرية |
|     | وزارة الداخلية السعودية                     | - حتى الآن |                                                      |
|     | الدفاع المدني السعودي                       | - حتى الآن |                                                      |
|     | قوات الأمن الخاصة السعودية                  | - حتى الآن |                                                      |
|     | قوات الطوارئ الخاصة السعودية                | - حتى الآن |                                                      |

### الأعلام العسكرية التاريخية
| علم | استعمال                | تاريخ      | الاستخدام والوصف |
| --- | ---------------------- | ---------- | ---------------- |
|     | جيش إخوان من أطاع الله | 1911- 1932 |                  |

## أعلام إمارات المناطق
| علم | المنطقة                     | تاريخ      | الاستخدام والوصف |
| --- | --------------------------- | ---------- | ---------------- |
|     | إمارة منطقة الرياض          | - حتى الآن |                  |
|     | إمارة منطقة مكة المكرمة     | - حتى الآن |                  |
|     | إمارة منطقة المدينة المنورة | - حتى الآن |                  |

## أعلام المحافظات
| علم | المحافظة   | تاريخ      | الاستخدام والوصف |
| --- | ---------- | ---------- | ---------------- |
|     | محافظة جدة | - حتى الآن |                  |

## أعلام المدن
| علم | المدينة         | تاريخ      | الاستخدام والوصف |
| --- | --------------- | ---------- | ---------------- |
|     | الرياض          | - حتى الآن |                  |
|     | المدينة المنورة | - حتى الآن |                  |
|     | الدرعية         | - حتى الآن |                  |

## أعلام تاريخية
| علم | الدولة                                 | تاريخ       | الوصف |
| --- | -------------------------------------- | ----------- | --- |
|     | الإمارة الإدريسية                      | 1909- 1930  | الإمارة الإدريسية في المخلاف السليماني كانت دولة قصيرة الأجل استنادا إلى المنطقة الجغرافية لمنطقة جازان وتهامة، حالياً جنوب غرب المملكة العربية السعودية. |
|     | مشيخة عسير العليا                      | 1916 - 1930 | مشيخة عسير العليا تأسست في أغسطس 1916 ، بعد انفصالها عن إمارة عسير الإدريسية بمساعدة مملكة الحجاز. قادها الحسن بن عياد ، وفي عام 1920 واجه عسير العليا ثورات قبلية وتعرض الحكم بن عياد للتهديد. من أبريل إلى مايو 1920 ، تدخل ابن سعود من إمارة نجد لدعم رجال القبائل وهزم بن عياد ثم تم تقسيم منطقة عسير العليا بين السعوديين والإدريسيين. |
|     | المملكة الحجازية الهاشمية              | 1920 - 1925 | عام 1920 تم تعديل العلم |
|     | المملكة الحجازية الهاشمية              | 1917 - 1920 | المملكة الحجازية الهاشمية أو مملكة الحجاز هي مملكة أسسها الهاشميون بعد نجاح الثورة العربية الكبرى في عام 1916م ضد الدولة العثمانية، قاد الشريف حسين بن علي الهاشمي أمير مكة الثورة وأسس خلالها مملكة الحجاز، مناديًا باستقلال العرب عن حكم الدولة العثمانية، وشملت المملكة أراضي الحجاز من العقبة شمالًا إلى القنفذة وجبال عسير جنوبًا ومن البحر الأحمر غربًا إلى نجد شرقًا، واتُّخذ من مكة المكرمة عاصمةً للدولة الفتية.                                                              |
|     | ولاية الحجاز                           | 1872 - 1916 | ولاية الحجاز (بالعثمانية التركية:ولايت حجاز) ، ولاية عثمانية في غرب الجزيرة العربية ، وقد سقطت على يد الثوار العرب خلال الثورة العربية الكبرى سنة 1916م. |
|     | إمارة آل رشيد                          | 1834 - 1921 | إمارة آل رشيد أو إمارة جبل شمر أو إمارة حائل هي دولة تأسست عام 1834 في نجد بمدينة حائل (شمال وسط الجزيرة العربية)، على يد كل من عبد الله العلي الرشيد وأخيه عبيد العلي الرشيد ، وكانوا تابعين للدولة السعودية الثانية |
|     | الدولة السعودية الثانية (إمارة نجد)    | 1818 - 1891 | إمارة نجد أو الدولة السعودية الثانية، هي الدولة التي أنشأها تركي بن عبد الله بن محمد آل سعود بعد سقوط الدولة السعودية الأولى في سنة (1233هـ - 1818م)، على يد قوات إيالة مصر العثمانية بقيادة إبراهيم محمد علي باشا. |
|     | الدولة السعودية الأولى (إمارة الدرعية) | 1744 - 1818 | الدولة السعودية الأولى أو إمارة الدرعية هي دولة تأسست في وسط شبه الجزيرة العربية سنة 1157هـ/1744م، أسسها محمد بن سعود بن محمد بن مقرن أمير الدرعية والذي اتخذها عاصمة لدولته. استمرت الدولة السعودية الأولى في التوسع حتى نهايتها سنة 1233هـ/1818م على يد الجيش العثماني بقيادة إبراهيم باشا. |
|     | إيالة الحبشة                           | 1609 - 1803 | إيالة الحبشة إيالة الحبشة هي إيالة عثمانية تطل على البحر الأحمر ومن ضمنها إقليم الحجاز. |
|     | الدولة المملوكية                       | 1250 - 1517 | الدَّولَةُ المَملُوكِيَّةُ هي إحدى الدُول الإسلاميَّة التي قامت في مصر خِلال أواخر العصر العبَّاسي الثالث، وامتدَّت حُدُودها لاحقًا لِتشمل الشَّام والحجاز، ودام مُلكُها مُنذُ سُقُوط الدولة الأيوبيَّة سنة 648هـ المُوافقة لِسنة 1250م، حتَّى بلغت الدولة العُثمانيَّة ذُروة قُوَّتها وضمَّ السُلطان سليم الأوَّل الديار الشَّاميَّة والمصريَّة إلى دولته بعد هزيمة المماليك في معركة الريدانيَّة سنة 923هـ المُوافقة لِسنة 1517م. |
|     | الدولة الأيوبية                        | 1174 - 1250 | الدولة الأيوبية هي دولة إسلامية نشأت في مصر، وامتدت لتشمل الشام والحجاز واليمن والنوبة وبعض أجزاء المغرب العربي. يعد صلاح الدين يوسف بن أيوب مؤسس الدولة الأيوبية، كان ذلك بعد أن عُيِّن وزيرًا للخليفة الفاطمي العاضد لدين الله ونائبًا عن السلطان نور الدين محمود في مصر، فعمل على أن تكون كل السلطات تحت يده، وأصبح هو المتصرف في الأمور، وأعاد مصر إلى تبعية الدولة العباسية، فمنع الدعاء للخليفة الفاطمي ودعا للخليفة العباسي، وأغلق مراكز الشيعة الفاطمية، ونشر المذهب السني. |
|     | الدولة الفاطمية                        | 969 - 1174  | الدولة الفاطمية في عام 359هـ/ 969م ميلادي استطاع الفاطميون من مد نفوذهم على الأراضي في الحجاز، وبعد هدوء الأوضاع في مصر. |
|     | الدولة العباسية                        | 750 - 1517  | الخلافة العباسية هو الاسم الذي يُطلق على ثالث خلافة إسلامية في التاريخ، وثاني السلالات الحاكمة الإسلامية. استطاع العباسيون أن يزيحوا بني أمية من دربهم ويستفردوا بالخلافة، وقد قضوا على تلك السلالة الحاكمة وطاردوا أبناءها حتى قضوا على أغلبهم ولم ينج منهم إلا من لجأ إلى الأندلس، وكان من ضمنهم عبد الرحمن بن معاوية بن هشام بن عبد الملك بن مروان بن الحكم، فاستولى على شبه الجزيرة الأيبيرية، وبقيت في عقبه لسنة 1029م.                                                    |
|     | الدولة الأموية                         | 661 - 750   | الخِلافَةُ الأُمَوِيَّةُ هي أكبر دولة وثاني خلافة في تاريخ الإسلام، وواحدةٌ من أكبر الدُّوَلِ الحاكِمة في التاريخ. كان بنو أمية أُولى الأسر المسلمة الحاكمة؛ إذ حكموا من سنة 41 هـ (662 م) إلى 132 هـ (750 م)، وكانت عاصمة الدولة في مدينة دمشق. بلغت الدولة الأموية ذروة اتساعها في عهد الخليفة العاشر هشام بن عبد الملك؛ إذ امتدت حدودها من أطراف الصين شرقاً حتى جنوب فرنسا غرباً، وتمكنت من فتح أفريقية والمغرب والأندلس وجنوب الغال والسند وما وراء النهر.                                  |
|     | الخلافة الراشدة                        | 632 - 661   | دولةُ الخُلَفاءُ الرَّاشِدين، هي أولى دُول الخِلافة الإسلاميَّة التي قامت عقِب وفاة سيدنا الرسول مُحمَّد صلى الله عليه وسلم يوم الاثنين 12 ربيع الأوَّل سنة 11هـ، المُوافق فيه 7 يونيو سنة 632م، وهي دولةُ الخِلافة الوحيدة التي لم يكن الحكم فيها وراثيًّا بل قائمٌ على الشورى، عكس دول الخِلافة التالية التي كان الحُكمُ فيها قائمًا على التوريث. |